# Armonia Bordes
Armonia Bordes (n. 3 mai 1945, Toulouse, Franța) este un om politic francez, membru al Parlamentului European în perioada 1999-2004 din partea Franței.
1. ↑  Deputații în Parlamentul European